# Gedenkstätte Schkortleben
Die Gedenkstätte Schkortleben ist eine denkmalgeschützte Gedenkanlage im Ortsteil Schkortleben der Stadt Weißenfels in Sachsen-Anhalt. Im örtlichen Denkmalverzeichnis ist die Gedenkstätte unter der Erfassungsnummer 094 15339 als Baudenkmal verzeichnet.

## Geschichte
Die beiden Kriegerdenkmale stehen an der Kreuzung der Straßen Zum Ried und Mühlenweg. Das ältere Denkmal erinnert an die gefallenen und vermissten Soldaten des Deutsch-Französischen Krieges und das neuere an die des Ersten Weltkriegs der Ortschaft Schkortleben. Derartige Aufstellungen mehrerer Kriegerdenkmale an einer Stelle stellen auch das Kriegerdenkmal Kleinkorbetha und das Kriegerdenkmal Großkorbetha in den Nachbardörfern dar.
Zu der kleinen Anlage führt eine Freitreppe von der Straße aus hinauf. Umgeben werden beide Denkmale von kreisförmig angeordneten Stelen, die wiederum von Bäumen umstanden werden. Vom Denkmal des Deutsch-Französischen Kriegs existiert nur noch der Sockel. Erkennbar ist das etwas abgebrochen wurde. Es wurde aber nicht ermittelt, was sich zuvor auf dem Postament befand. Da die Inschrift kaum noch lesbar ist, könnte es sich auch um ein Denkmal für den Deutschen Krieg handeln. Als Material wurde Sandstein gewählt.
Das Denkmal für den Ersten Weltkrieg besteht aus einer aus Sandsteinquadern errichteten Mauer mit einem Relief. Dieses Relief besteht aus drei Teilen. Der linke Teil zeigt einen Soldaten mit Blumen in der Hand, der den Kopf gesenkt hält, der rechte Bereich zeigt eine kniende Frau, die ebenfalls Blumen in der Hand hält und nach unten blickt. Vermutlich soll sie eine Kriegerwitwe darstellen. Beide schauen zu einem angedeuteten Grabstein, der sich in der Mitte der Mauer befindet. Auf ihm sind die Namen der 18 Gefallenen unter der Inschrift Für das Vaterland starben im Weltkrieg 1914 – 1918 vermerkt. Über diesem Grabstein befindet sich am Rahmen das Relief eines Eisernen Kreuzes.